# CD-Rekorder
Ein CD-Rekorder ist ein CD-Spieler mit Audiorekorder-Funktion, um Audiodaten auf CD-R und CD-RW aufzuzeichnen.
CD-Rekorder werden als selbständige Geräte verkauft, die wie ein Kassettenrekorder oder ein MiniDisc-Rekorder Audiomaterial aufnehmen.
Nahezu alle für den Heimgebrauch bestimmten CD-Rekorder benötigen für die Aufnahme spezielle Audio-CD-R(W)s, auch unter der Bezeichnung „CD-R(W) for consumer“ vertrieben. Diese unterscheiden sich grundsätzlich nicht von der gewöhnlichen CD-R(W) und können auch als solche verwendet werden, besitzen jedoch im Lead-In eine spezielle Kennzeichnung, die vom CD-Rekorder erkannt wird. Im Kaufpreis der Audio-CD-Medien sind GEMA-Gebühren enthalten, aus diesem Grund sind die Geräte für die Verwendung von gewöhnlichen CD-R(W) gesperrt, obwohl sie technisch in der Lage wären diese zu beschreiben. Einige CD-Rekorder für den professionellen Gebrauch haben diese Einschränkung nicht.
Die meisten CD-Rekorder (auch hier mit Ausnahme von Studiogeräten) halten sich an das Serial Copy Management System, weshalb sie u. U. nicht in der Lage sind, digitale 1:1-Kopien von CDs oder anderen digitalen Tonträgern zu erstellen, die bereits einmal über eine digitale S/PDIF-Verbindung überspielt wurden. In solchen Fällen ist eine Kopie nur über eine analoge Verbindung möglich.
Prinzipiell tritt dabei durch die Digital-Analog- und Analog-Digital-Wandlung ein Verlust an Informationen auf. Je nach Qualität der dabei beteiligten Wandler kann dieser Verlust bei guter Aussteuerung praktisch unhörbar sein. Es können aber auch mehr oder weniger deutliche Einbußen der Wiedergabetreue auftreten.
Im Gegensatz dazu führen die Kopierschutzmechanismen von CDs, die auf Missachtung des CD-Standards basieren („Un-CD“), zu keinem Schutz durch die Überspielung über das S/PDIF-Signal.
Früher wurde der Begriff CD-Rekorder synonym zu CD-Brenner verwendet. Mit der Verfügbarkeit von Audio-CD-Rekordern (im Sinne dieses Artikels) und der Verbreitung des Wortes „CD-Brenner“ verschob sich die Bedeutung.